# Calycosiphonia
Calycosiphonia là một chi thực vật có hoa trong họ Thiến thảo (Rubiaceae).

## Loài
Chi Calycosiphonia gồm các loài: